# Перёдкино
Перёдкино — деревня в Плюсском районе Псковской области России. Входит в состав Лядской волости.

## География
Расположена у левого берега реки Яня, в 16 км к северу от волостного центра Ляды и в 55 км к северо-западу от райцентра Плюсса.

## История
До 1 января 2006 года деревня входила в состав ныне упразднённой Заянской волости.

## Население
Численность населения деревни на 2000 год составляла 18 человек, по переписи 2002 года — 13 человек.